# Júdás asszonya
A Júdás asszonya (eredeti cím: La mujer de Judas) 2002-es venezuelai telenovella, amelyet Olegario Barrera rendezett. A főbb szerepekben Chantal Baudaux, Juan Carlos García Pajero, Astrid Carolina Herrera, Luis Gerardo Núñez és Gledys Ibarra.
Venezuelában az RCTV 2002. május 16-án, Magyarországon 2005. szeptember 1-én a Zone Romantica mutatta be.

## Történet
Gloria Leal diplomamunkájaként filmre szeretné vinni Altagracia del Toro életét, akit a legenda úgy emleget, hogy Júdás asszonya. Altagracia a gúnynevet 20 évvel ezelőtt kapta, miután a helyi papot, Sebastián atyát holtan találták és a gyilkosságért Altagraciát elítélték. A borvidék örökösnője büntetésének letöltése után kiszabadul és hazatér. A város lakói félnek a nőtől és az őt körülvevő titkoktól. A félelem tovább mélyül, amikor újabb gyilkosságok történnek, s minden egyes bűntény során egy menyasszonyi ruhába öltözött nőalak tűnik fel, úgy, mint régen. Ki a gyilkos? Ki Júdás asszonya?

## Szereplők
| Színész                 | Szerep                      | Megjegyzés                                                                    | Magyar hang            |
| ----------------------- | --------------------------- | ----------------------------------------------------------------------------- | ---------------------- |
| Astrid Carolina Herrera | Altagracia del Toro         | 'Júdás asszonya', Berenice és Juan Vicente lánya                              | Kovács Enikő           |
| Chantal Baudaux         | Gloria Del Toro Leal        | Joaquina és Bartolomé fogadott lánya, valójában Altagracia és Sebastián lánya | Piroska Katalin        |
| Juan Carlos García      | Salomón Vaismann            | A del Toro-borászat elnöke                                                    | Hanyecz Róbert         |
| Luis Gerardo Núñez      | Marcos Rojas Paúl           | Újságíró, Sebastián és Simón testvére                                         | Szőke-Kavinszky András |
| Julie Restifo           | Joaquina 'La Juaca' Leal    | Sofőr, Gloria nevelőanyja, Altagracia barátnője                               | Molnár Júlia           |
| Gledys Ibarra           | Marina Del Toro Batista     | Juan Vicente lánya, Altagracia féltestvére                                    | Fábián Enikő           |
| Javier Vidal            | Ludovico Agüero del Toro    | Chichita férje, Alirio nevelőapja, Ismael édesapja, Altagracia unokatestvére  | Dobos Imre             |
| Dora Mazzone            | Chichita de Agüero del Toro | Ludovico felesége, Alirio és Ismael édesanyja                                 | Firtos Edit            |
| Fedra López             | Ricarda Araujo              | Cordelia nevelőanyja, Altagracia barátnője                                    | Németi Emese           |
| Kiara                   | Laura Briceño               | Buenaventura lánya                                                            | Tóth Tünde             |
| Albi de Abreu           | Alirio Agüero del Toro      | Chichita és Julián fia, Ismael testvére                                       | Szotyori József        |
| Roberto Moll            | Buenaventura Briceño        | Laura édesapja                                                                | Meleg Vilmos           |
| Karl Hoffman            | Ernesto Sinclair            | Sagrario nagybátyja, Laura vőlegénye                                          | Kovács Levente         |
| Ámbar Díaz              | Petunia López Radill        | Gloria és Micaela barátnője                                                   |                        |
| Mirela Mendoza          | Emma Brandt                 | Salomón menyasszonya                                                          | Galyai Ágnes           |
| Nacho Huett             | Ismael Agüero del Toro      | Chichita és Ludovico fia, Alirio testvére                                     | Nagy-Vincze Ádám       |
| Estefania López         | Cordelia Araujo Ramírez     | Ricarda nevelt lánya, Rebeca lánya                                            | Fodor Réka             |
| Concetta Lo Dolce       | Sagrario del Toro           | Bartolomé lánya, Altagracia unokahúga                                         | Stéfán-Bodor Mária     |
| Sandy Olivares          | Renato 'René' Fabianni      |                                                                               |                        |
| Alejandro Otero         | Francisco 'Pancho' Cañero   | A del Toro-borászat alkalmazottja, Cordelia barátja                           |                        |
| Kareliz Ollarves        | Micaela Bellorín            | Gloria és Petunia barátnője                                                   | Debelka Mária          |
| Juan Carlos Tarazona    | Sebastián Rojas Paúl        | Pap, Marcos és Simón testvére                                                 |                        |
| Freddy Aquino           | Gabriel Perdomo             | Petunia barátja                                                               |                        |
| Betty Ruth              | Berenice del Toro           | Altagracia édesanyja                                                          | Csíky Ibolya           |
| Elisa Stella            | Isabel                      |                                                                               | Bányai Irén            |
| Virginia Vera           | Santia                      | Panzió-tulajdonos                                                             | Márton Erzsébet        |

## Fordítás
- Ez a szócikk részben vagy egészben  a   La mujer de Judas című spanyol Wikipédia-szócikk fordításán alapul.  Az eredeti cikk szerkesztőit annak laptörténete sorolja fel. Ez a jelzés csupán a megfogalmazás eredetét és a szerzői jogokat jelzi, nem szolgál a cikkben szereplő információk forrásmegjelöléseként.